# Сан-Марино на зимних Олимпийских играх 1994
Сан-Марино принимало участие в Зимних Олимпийских играх 1994 года в Лиллехамере (Норвегия), но не завоевало ни одной медали.

## Бобслей
Мужчины
| Спортсмен                     | Дисциплина | Время     | Время     | Время     | Время     | Время   | Место |
| Спортсмен                     | Дисциплина | Попытка 1 | Попытка 2 | Попытка 3 | Попытка 4 | Сумма   | Место |
| ----------------------------- | ---------- | --------- | --------- | --------- | --------- | ------- | ----- |
| Дино Крешентини Майк Кроцензи | двойки     | 55,36     | 55,11     | 55,35     | 55,43     | 3:41,25 | 41    |

## Горнолыжный спорт

### Мужчины
| Спортсмен       | Дисциплина        | Время          | Время          | Время          | Место          |                |
| Спортсмен       | Дисциплина        | Попытка 1      | Попытка 2      | Сумма          | Место          |                |
| --------------- | ----------------- | -------------- | -------------- | -------------- | -------------- | -------------- |
| Никола Эрколани | гигантский слалом | Не финишировал | Не финишировал | Не финишировал | Не финишировал | Не финишировал |